# 쿠초버현

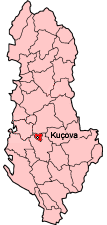
쿠초버 현의 위치

쿠초버현(알바니아어: Rrethi i Kuçovës)은 알바니아를 구성하는 36개 현 가운데 하나로, 현청 소재지는 쿠초버이며 면적은 112km2, 인구는 35,000명(2004년 기준)이다. 행정 구역상으로는 베라트 주에 속한다.